# Björn Myrman
Björn Allan Myrman, född 7 september 1942 i Högalids församling, Stockholm, död 18 augusti 1999 i Maria Magdalena församling, Stockholm, var en svensk fotograf. 
Han gjorde i första hand socialt inriktade bildreportage för tidningar som FiB/Kulturfront. Ingick i bildgrupperna Opus bildad 1964 och som 1968–1969 utvecklas till Bildaktivisterna. Myrman blev kanske främst uppmärksammad för sina bilder av finska och svenska romer under 1960- och 70-talen.
Björn Myrmans arkiv ingår sedan år 2000 i Nordiska museets samlingar. Han är gravsatt i minneslunden på Hässelby begravningsplats.